# Sakowicze (rejon smorgoński)
Sakowicze − dawniej wieś, obecnie część Nowospaska na Białorusi, w obwodzie grodzieńskim, w rejonie smorgońskim, w sielsowiecie Sinki.

## Historia
W czasach zaborów wieś i folwark w gminie Krewo, w powiecie oszmiańskim, w guberni wileńskiej Imperium Rosyjskiego. W 1866 roku wieś liczyła 111 mieszkańców w 14 domach. Wieś należała do Assanowiczów (21 dusz rewizyjnych), Milewskich (15 dusz rewizyjnych) i Wołczackich (27 dusz rewizyjnych) folwark liczył 12 mieszkańców w 1 domu, był tu młyn wodny. 
W 1905 roku wyszczególniono:
- Sakowicze I – 69 mieszkańców, 60 dziesięcin[2].
- Sakowicze II – 83 mieszkańców, 55 dziesięcin[2].
- Sakowicze III – 108 mieszkańców, 89 dziesięcin[2].
- Sakowicze – zaścianek  – 12 mieszkańców, 11 dziesięcin[2].
- Sakowicze – osadę – 6 młyńską – 3 mieszkańców, własność Wołczackich[2].

W latach 1921–1945 wieś leżała w Polsce, w województwie wileńskim, w powiecie oszmiańskim, w gminie Krewo.
W 1931 wieś w 31 domach zamieszkiwało 167 osób.
Wierni należeli do parafii rzymskokatolickiej w Krewie i prawosławnej w Sućkowie. Miejscowość podlegała pod Sąd Grodzki w Smorgoniach i Okręgowy w Wilnie; właściwy urząd pocztowy mieścił się w Krewie.
Po II wojnie światowej w granicach Związku Sowieckiego. Od 1991 w niepodległej Białorusi.